# Ancienne prison d'Umeå
L'ancienne prison d'Umeå (en suédois : Umeå gamla fängelse) est un bâtiment situé à Umeå, en Suède. Construite en 1861, elle est un bâtiment classé de Suède. La prison est un des rares immeubles de la ville à avoir résisté à l'incendie d'Umeå en 1888. La prison fut transformée en théâtre au début des années 1980 et en hôtel dans les années 2000.

## Histoire
L'ancienne prison d'Umeå est construite en 1861 et est une des 20 prisons provinciales conçues par Wilhelm Theodor Anckarsvärd, l'architecte des services pénitentiaires dans les années 1855-1877.
En 1888, un incendie ravage la ville d'Umeå, ne laissant que quelques bâtiments debout, dont l'ancienne prison.
Le bâtiment fut utilisé comme prison jusqu'en 1981, date à laquelle la nouvelle prison d'Umeå fut achevée. En 1992, l'ancienne prison devient un monument national (Byggnadsminne).

## La prison
La prison est construite sur le modèle américain dit Philadelphie, avec, parmi d'autres choses, que les cellules étaient individuelles. La prison comportait au total 24 cellules, répartis sur deux niveaux et donnant sur les murs extérieurs, permettant à tous les occupant de bénéficier de la lumière du jour.

## Le théâtre
À partir de 1987 et jusque dans les années 1990, une troupe de théâtre amateur occupe les lieux et donne des représentations dans la cour principale pendant les périodes estivales.

## L'hôtel
En 2007-2008, le bâtiment est transformé en hôtel de 23 chambres simples, 2 chambres familiales et une chambre double. Une salle de conférences et d’événements pouvant accueillir une trentaine de personnes est également créée. Dans la cour le Café Göteborg est également créé.

## Galerie

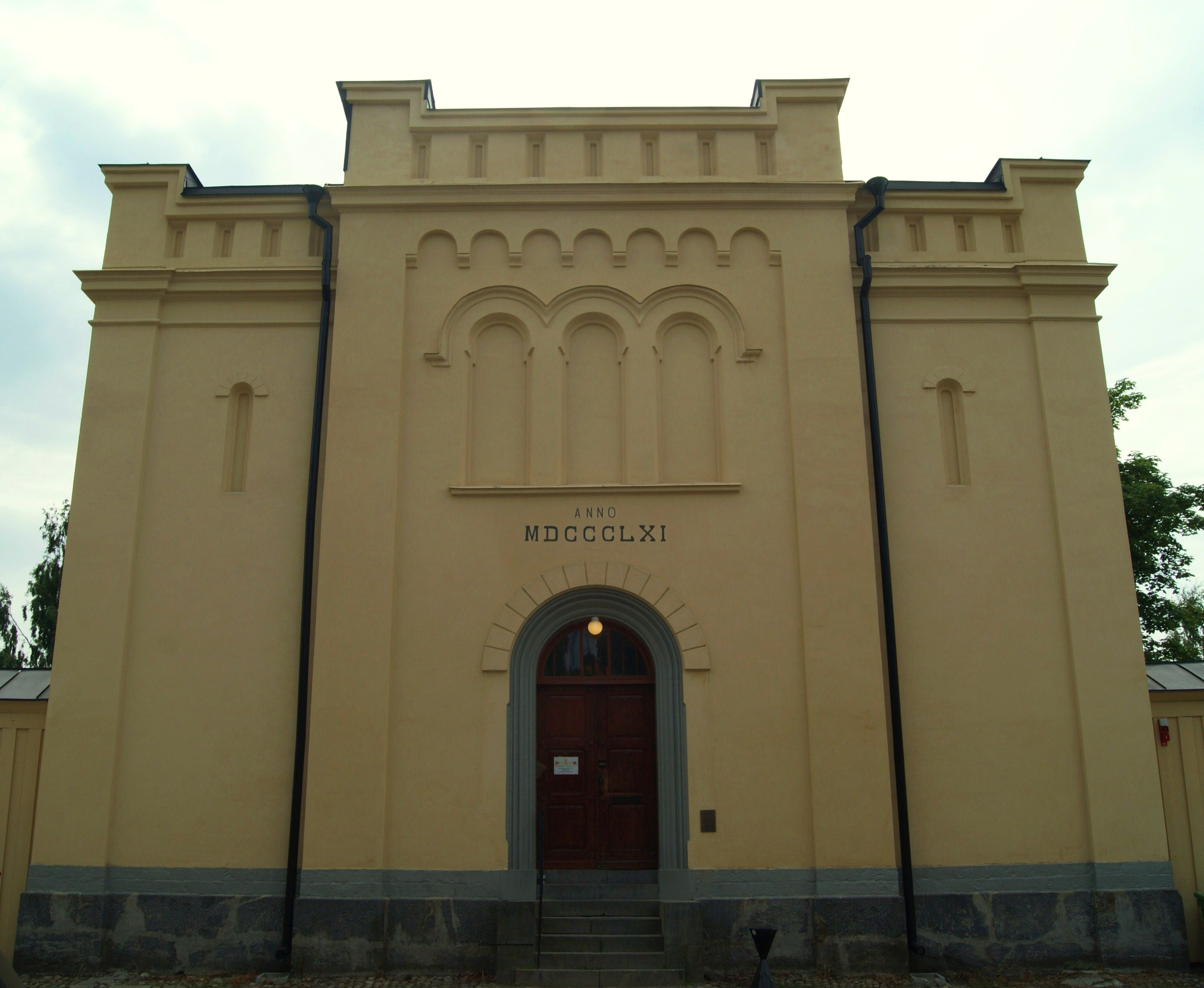
Entrée principale de la prison.
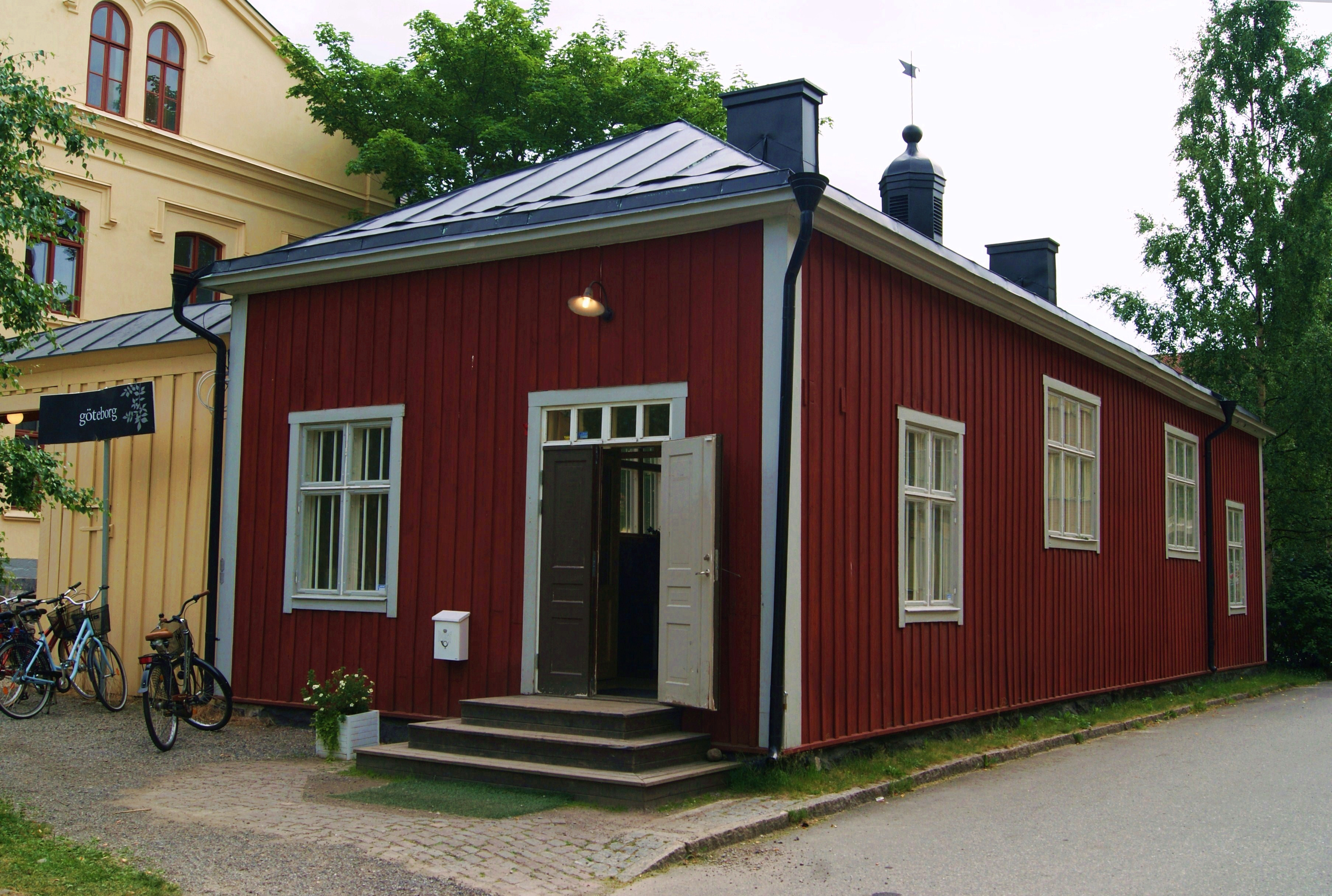
Le Café Göteborg.
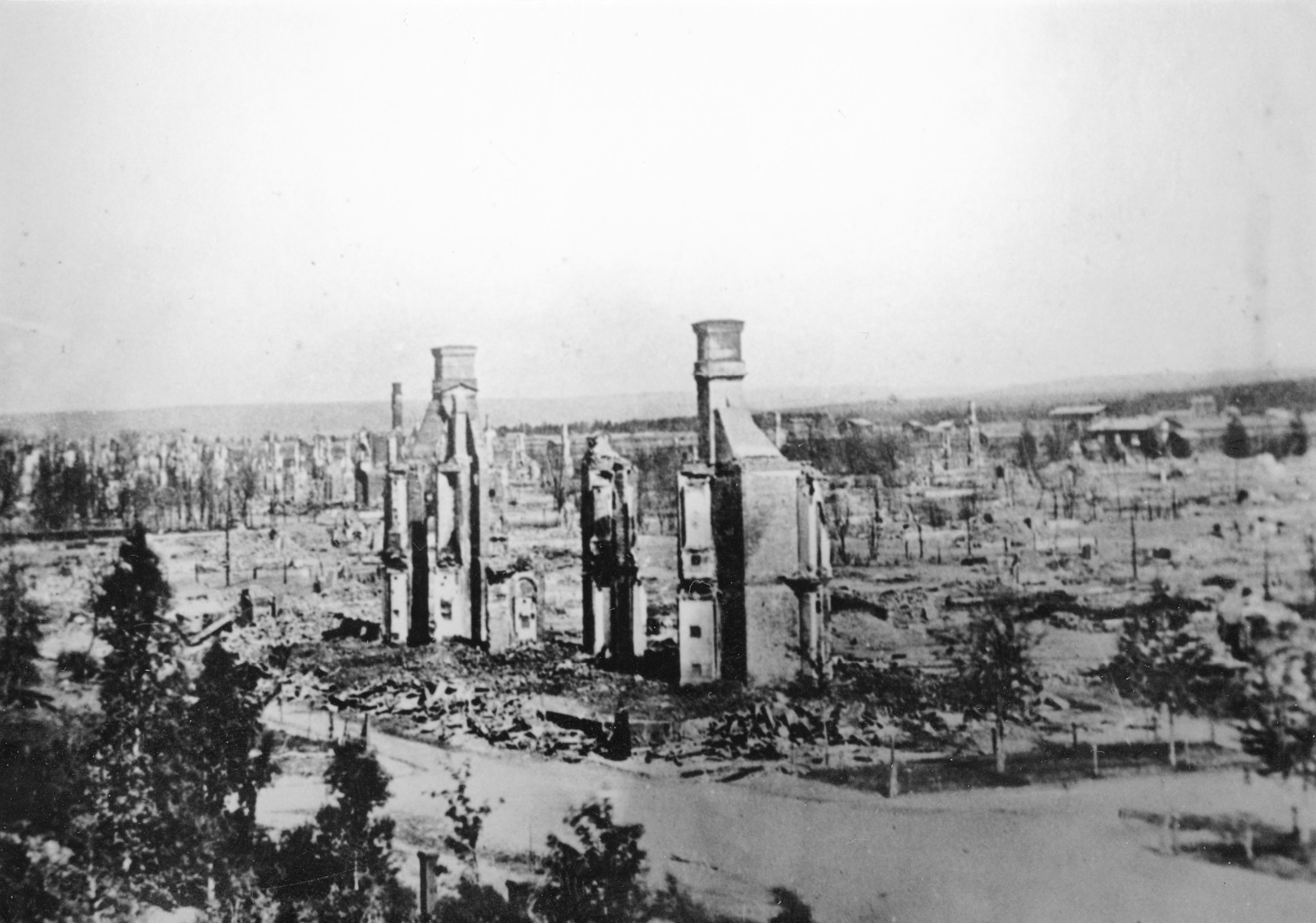
Photo prise depuis le toit de la prison après l'incendie de 1888.